# Argiope aetheroides
Argiope aetheroides (лат.) — вид аранеоморфных пауков из семейства пауков-кругопрядов. 
Ярко окрашенные самки крупнее в несколько раз мелких самцов. Яд слабый, для человека не опасный. Распространены в Восточной Азии — в Китае, Японии, на Тайване. Как и для всего рода, для вида характерен каннибализм после совокупления, хотя и слабо выраженный — 15 % случаев.